# Louise Michel metróállomás
A Louise Michel egy metróállomás Franciaországban, a párizsi agglomeráció Levallois-Perret településén, a párizsi metró 3-as vonalán. Tulajdonosa és üzemeltetője az RATP. 

## Történet
1937. szeptember 24-én nyílt meg a vonal bővítésekor a Porte de Champerret-től és a Pont de Levallois–Béconig. Eredeti neve Vallier volt egy helyi utca után.
1946. május 1-én átnevezték Louise Michelre a francia anarchista és a Párizsi Kommün résztvevője után, akit a helyi temetőben temettek el.
Az állomás a hálózat 6 nőről elnevezett állomásából az ötödik a Barbès–Rochechouart (2-es és 4-es metró), a Madeleine (8, 12, 14), a Chardon-Lagache (10) és a Boucicaut után és a Pierre-et-Marie Curie (7), valamint a későbbi Barbara (4) és a Bagneux-Lucie Aubrac állomások (4, 15) előtt.
A hálózat állomásainak harmadához hasonlóan 1974 és 1984 közt Andreu-Motte-stílusban modernizálták, ez esetben piros színnel és lapos fehér csempékkel. A RATP Renouveau du métro projektje részeként 2002. július 27-én a folyosókat felújították.
2018-ban 3 807 962 állomás haladt át az állomáson, ami használat tekintetében a 138. volt.

## Metróvonalak
Az állomást az alábbi metróvonalak érintik:
- 3-as metróvonal

## Kapcsolódó állomások
A metróállomáshoz az alábbi állomások vannak a legközelebb:
- Anatole  France (Pont de Levallois - Bécon, 3-as metróvonal)
- Porte de Champerret (Gallieni, 3-as metróvonal)